# Киреевск (Томская область)
Кире́евск — село в Кожевниковском районе Томской области России. Входит в состав Кожевниковского сельского поселения.
Население — 303 чел. (2021)
Село расположено на правом берегу Оби, в 12 км от Кожевникова, в 81 км от Томска. От Томска до Киреевска можно добраться, доехав по Шегарскому тракту до Шегарского моста, через Обь, затем повернув на юг. От Томского автовокзала до Киреевска два раза в день ходит автобус, но не ежедневно. Киреевск находится недалеко от Кожевникова напрямую, но расположен на другой стороне Оби, поэтому добираться до райцентра приходится, делая большой крюк через Мельниково.
Улицы: Береговая, Карла Маркса, Комсомольская, Красноармейская, Ленина, Лесная, Молодёжная, Набережная, Обская, Озёрная, Равенства, Сибирская, Советская, Трактовая. Переулки: Обской, Пионерский.
Киреевск прежде всего известен расположенными вдоль всего берега между ним и деревней Оськино базами отдыха и детскими лагерями.

## Население
| 2002 | 2010 | 2012 | 2013 | 2014 | 2015 | 2021 |
| ---- | ---- | ---- | ---- | ---- | ---- | ---- |
| 475  | ↘370 | ↘362 | ↘353 | ↘349 | ↘341 | ↘303 |

## Известные жители
30 января 1930 года родился Николай Платонович Путинцев (1930—2011) — легендарный томский милиционер, известный как дядя Коля.

## В искусстве
Сергей Лукьяненко, книга «Сумеречный Дозор»:
…вот Дозор посёлка Киреевский Томской области.